# Bình Đỉnh Sơn
Bình Đỉnh Sơn (giản thể: 平顶山; phồn thể: 平頂山; bính âm: Píngdǐngshān), cũng được biết đến là Ưng Thành (giản thể: 鹰城, phồn thể: 鷹城, nghĩa đen: thành phố đại bàng), dân số 5.207.700 người (2019) là một địa cấp thị thuộc tỉnh Hà Nam, Trung Quốc. Địa cấp thị này giáp Trịnh Châu về phía bắc, Hứa Xương và Tháp Hà về phía đông, Trú Mã Điếm về phía đông nam, Nam Dương về phía nam, và Lạc Dương về phía tây.

## Các đơn vị hành chính
Địa cấp thị Bình Đỉnh Sơn được chia ra 4 quận, 2 thị xã và 4 huyện.
| Đơn vị hành chính | Chữ Hán | Diện tích (km²) | Dân số (2018) | Trụ sở                       | MBC    |
| ----------------- | ------- | --------------- | ------------- | ---------------------------- | ------ |
| Quận Tân Hoa      | 新华区  | 124,79          | 409.800       | N/đ Thự Quang Nhai           | 467002 |
| Quận Vệ Đông      | 卫东区  | 116,86          | 321.700       | N/đ Đông An Lộ               | 467021 |
| Quận Trạm Hà      | 湛河区  | 178,91          | 303.400       | N/đ Thự Quang Nhai (Tân Hoa) | 467000 |
| Quận Thạch Long   | 石龙区  | 34,85           | 51.500        | N/đ Nhân Dân Lộ              | 467045 |
| Thi xã Nhữ Châu   | 汝州市  | 1.571,82        | 968.400       | N/đ Môi Sơn                  | 467500 |
| Thị xã Vũ Cương   | 舞钢市  | 629,32          | 321.800       | N/đ Ái Khẩu                  | 462500 |
| Huyện Lỗ Sơn      | 鲁山县  | 2.409,21        | 787.600       | N/đ Lỗ Dương                 | 467002 |
| Huyện Bảo Phong   | 宝丰县  | 729,49          | 500.400       | Tr. Thành Quan               | 467400 |
| Huyện Diệp        | 叶县    | 1.389,09        | 784.700       | N/đ Côn Dương                | 467200 |
| Huyện Giáp        | 郏县    | 725,80          | 578.400       | N/đ Long Sơn                 | 467100 |

| Map                                                                             |
| ------------------------------------------------------------------------------- |
| Tân Hoa Vệ Đông Thạch Long Trạm Hà Bảo Phong Diệp Lỗ Sơn Giáp Vũ Cương Nhữ Châu |

## Đại học cao đẳng
- Đại học Bình Đỉnh Sơn